# Basna
Basna je kratki oblik epike u kojem su glavni likovi uglavnom životinje koje nose ljudske osobine. Obilježja su: alegorija (preko životinja prikazuju se ljudski karakteri) i poučan završetak. Basne se kao oblik književnosti pojavljuju drevnoj Grčkoj, gdje se njihovim najpoznatijim piscem smatra Ezop, te u drevnoj Indiji gdje je u 4. st. pr. Kr. napisana znamenita zbirka Pančatantra.
U suvremenijoj književnosti se najpoznatijim piscem basni smatra Jean de La Fontaine. 

Da bi definirali basnu, poslužit ćemo se Teorijom književnosti Zdenka Lešića u kojoj on kaže: “Basna je kratka priča s moralnom poukom, u stihu ili prozi, u kojoj se ljudsko ponašanje predstavlja na alegorijski način, najčešće sa životinjama kao glavnim ličnostima. Pojedine ljudske osobine se projiciraju na određene životinje prema utvrđenim konvencijama, prema kojima lisica predstavlja lukavost, lav – moć, vuk – pohlepu itd. Takve priče su redovno ironične, često i satirične, s moralnim sudom, koji je, uglavnom, zasnovan na zdravom razumu. Smisao iznesenog događaja u svijetu životinja svodi se na mudrost poslovice, a često je u poslovičnom obliku na kraju i formuliran. Kako svjedoče zapisani primjerci iz starog Egipta, antičke Grčke i drevne Indije, takve su priče bile oduvijek veoma popularne. U Europi se basna razvijala na tradiciji koju je zasnovao Ezop, grčki rob koji je živio u Maloj Aziji u 6. stoljeću pr. Kr. Iako su sačuvane samo u varijantama koje su načinili kasniji basnopisci (Fedar i dr.), Ezopove basne su ostale najpopularniji model za tu vrstu priče. Rafinirani poetski oblik dali su joj Jean de la Fontaine u 17. i A. S. Krilov u 18. stoljeću.”
Na kojoj stilskoj figuri se basna zasniva? Odgovor nam nudi Milivoj Solar u svojoj Teoriji književnosti : „...Tako se čitava jedna književna vrsta, basna, zasniva na alegoriji. Životinje u njoj nastupaju kao tipovi ljudi određenih karakteristika, staleških ili moralnih osobina. I smisao pojedinog djela često uopće ne može biti shvaćen ako se ne uzme u obzir njegovo alegorijsko značenje."